# Johan Printz
Pour les articles homonymes, voir Printz.
Johan Björnsson Printz (né le 20 juillet 1592 à Bottnaryd, près de Jönköping et mort le 3 mai 1663) fut le gouverneur ayant dirigé la Nouvelle-Suède, en Amérique du Nord, le plus longtemps avant de céder sa place à son fils et rentrer en Suède. Durant son séjour aux abords de Delaware, la colonie connut un essor remarquable au niveau des infrastructures et des institutions.

## Biographie

### Guerre de Trente Ans
Né en 1592 dans la petite bourgade de Bottnaryd en périphérie de Jönköping, il étudia à Skara puis à Linköping avant d'entreprendre des études universitaires en théologie dans le nord de l'Allemagne. Il fut forcé de prendre les armes lors de l'éruption de la guerre de Trente Ans du côté danois avant de repasser du côté suédois. Il revint en Suède en 1625 pour bientôt se réengager dans l'armée de Gustave II Adolphe de Suède et après quelques batailles, il s'illustre comme capitaine de la cavalerie finnoise. Il est capturé par les forces Impériales en 1636 mais il rachète sa liberté en versant 800 Riksdaler (monnaie suédoise).
Assigné comme capitaine de la garnison suédoise devant gardé la ville fortifiée de Chemnitz avec 270 cavaliers et une cinquantaine de soldats, il rend la ville après un siège des armées impériales puis décide de rentrer à Stockholm malgré les ordres de son supérieur. Il fut subséquemment emprisonné pour avoir rendu la ville de Chemnitz aux Saint-Empire lors de son siège et d'être repassé outre Baltique sans permis. Il fut exonéré des charges contre lui quant au siège de Chemnitz, mais le conseil militaire dirigé par Axel Oxenstierna (chancelier du Royaume), le déchargea de ses titres militaires pour avoir enfreint l'autorité de son supérieur. 

### Nouvelle-Suède

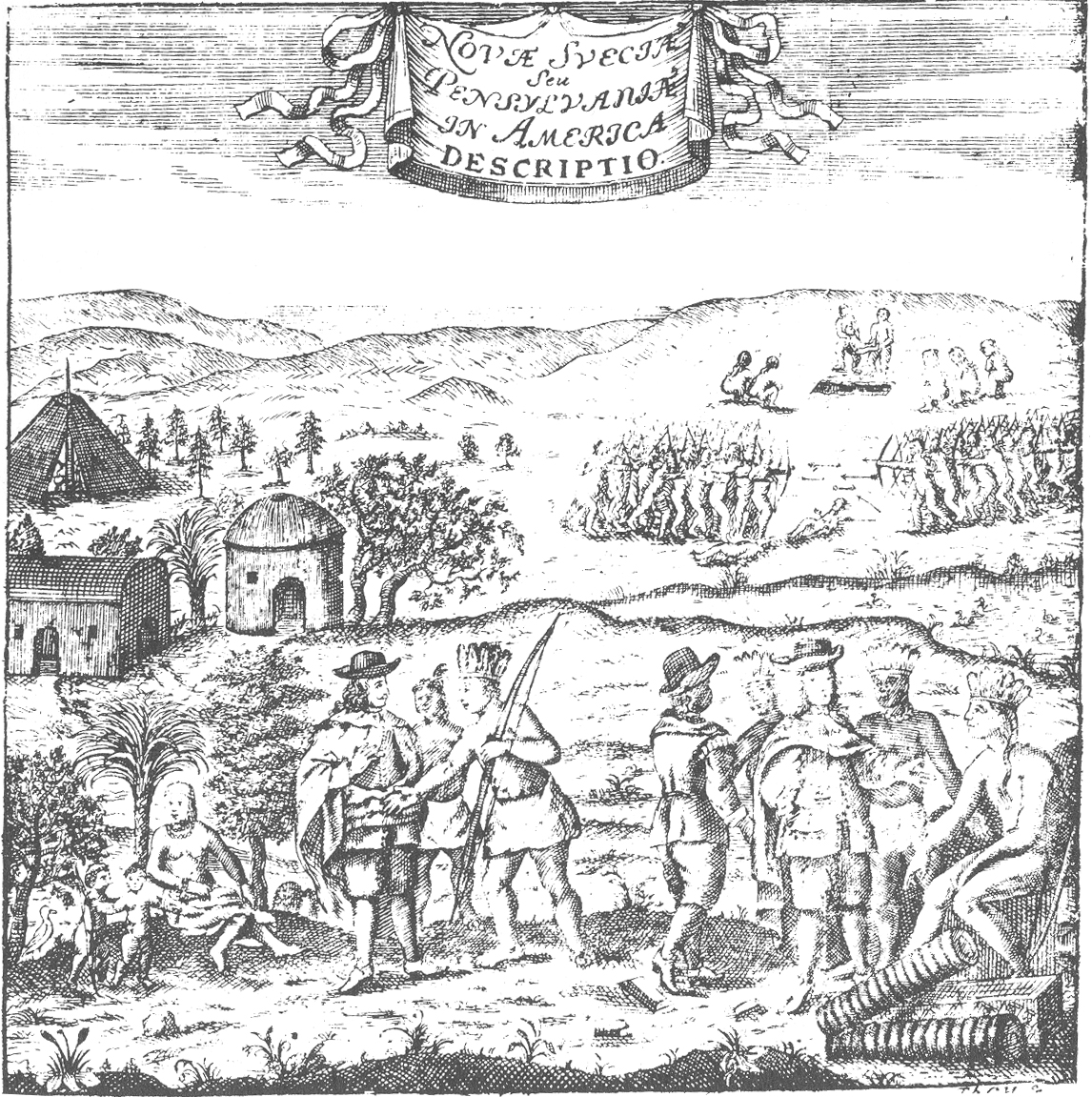
Gravure ultérieure à la colonie suédoise représentant le premier contact idéalisé entre Suédois et Andastes sur le Delaware